# Philip Pullman
Pour les articles homonymes, voir Pullman.
Philip Pullman, né le 19 octobre 1946 à Norwich dans le Norfolk, est un écrivain anglais connu notamment pour le cycle littéraire À la croisée des mondes (His Dark Materials).

## Biographie
Philip Pullman est né à Norwich, en Angleterre, en 1946, de l'union de Audrey Evelyn Merrifield et Alfred Outram Pullman, pilote de la Royal Air Force. Son enfance se déroule en Afrique, dans les pays dans lesquels son père est affecté, notamment en Rhodésie du Sud, et dans le Zimbabwe, où il effectue une partie de sa scolarité avec son frère, Francis. En 1954, Alfred Pullman meurt dans un crash d'avion pendant la révolte des Mau Mau au Kenya.
Après cette tragédie, sa mère décide de rentrer au Royaume-Uni. Elle confie les enfants à ses parents, installés à Norwich, pour accepter un emploi à Londres à la British Broadcasting Corporation (BBC). Le jeune Philip noue d'étroites relations avec son grand-père, un ecclésiastique anglican, excellent conteur par ailleurs. Pullman dit de lui : « Il avait le don de façonner une histoire à partir du moindre événement ».
En 1955, Audrey Pullman se remarie avec un contrôleur aérien de la Royal Air Force que les enfants appellent « Oncle Johnny ». Le couple s'installe, avec les enfants, d'abord en Australie puis au pays de Galles, lorsque son beau-père est affecté à Llanbedr. Le jeune Pullman y acquiert l'essentiel de sa formation à l'école bilingue Ysgol Ardudwy. Plus tard, il est reçu à l'université d'Oxford, dont il sort diplômé en 1968.
En 1970, il épouse Judith Speller, avec laquelle il a deux fils. Il enseigne dans plusieurs villes avant d'obtenir une chaire à Oxford, et une au Westminster College en 1986,.
Passionné par les contes dès son plus jeune âge, il décide très vite de devenir écrivain. Il juge cependant ce terme inapproprié, se considérant plutôt comme un « conteur ». Il distingue le métier d'écrivain (writer) de celui de conteur (storyteller). Un écrivain, selon lui, prête davantage attention à la forme qu'au contenu, cependant Pullman dit qu'il privilégie le contenu.
Les livres de Philip Pullman sont destinés à la jeunesse comme aux adultes. Il signe à l'intention des jeunes spectateurs des adaptations théâtrales d'œuvres littéraires célèbres.
Il est lauréat du Prix commémoratif Astrid-Lindgren en 2005.

## Controverse
Philip Pullman est l'un des principaux opposants de l'œuvre de C. S. Lewis, Les Chroniques de Narnia. 
Là où C. S. Lewis utilise Les Chroniques de Narnia pour faire l'apologie du christianisme, À la croisée des mondes se veut une critique violente du christianisme, et particulièrement de l'Église catholique.
Pullman a sur cette saga un avis tranché et des termes particulièrement durs : « one of the most ugly, poisonous things I have ever read » (« l’une des choses les plus horribles et venimeuses que j’aie jamais lues »). Il écrit dans The Darkside of Narnia que, selon lui, C. S. Lewis veut faire passer comme message : « La mort est meilleure que la vie, les garçons sont meilleurs que les filles, les personnes de couleur claire sont meilleures que les personnes de couleur sombre, et ainsi de suite. Narnia ne manque pas de ce genre de bêtises nauséabondes, si vous pouvez y faire face. ».

## Œuvres littéraires

### UniversÀ la croisée des mondes

#### TrilogieÀ la croisée des mondes(His Dark Materials)
1. Les Royaumes du Nord, Gallimard, 1998 ((en) Northern Lights, 1995)
2. La Tour des anges, Gallimard, 2000 ((en) The Subtle Knife, 1997)
3. Le Miroir d'ambre, Gallimard, 2001 ((en) The Amber Spyglass, 2000)

Publié entre 1995 et 2000, ce cycle est l'un des grands succès au Royaume-Uni comme en France. Il a été adapté au National Theatre de Londres. New Line a adapté le premier tome de la série au grand écran sous le nom de À la croisée des mondes : La Boussole d'or (2007), un film réalisé par Chris Weitz et avec, dans les rôles principaux : Dakota Blue Richards, Nicole Kidman, Daniel Craig, Eva Green et Sam Elliott. En 2019, le cycle devient une série diffusée sur HBO.

#### La Trilogie de la Poussière(The Book of Dust)
1. La Belle Sauvage, Gallimard Jeunesse, 2017 ((en) La Belle Sauvage, 2017)
2. La Communauté des esprits, Gallimard Jeunesse, 2020 ((en) The Secret Commonwealth, 2019)
3. (en) The Rose Field, 2025À paraître le 23 octobre 2025

#### Livres complémentaires
- Lyra et les Oiseaux, Gallimard Jeunesse, 2004 ((en) Lyra's Oxford, 2003)
- Il était une fois dans le Nord, Gallimard Jeunesse, 2008 ((en) Once Upon a Time in the North, 2008)
- Les Collectionneurs, Gallimard Jeunesse, 2024 ((en) The Collectors, 2014)
- Serpentine, Gallimard Jeunesse, 2022 ((en) Serpentine, 2020)Le texte original date de 2004 et n'était pas destiné à une large publication.
- (en) The Imagination Chamber, 2022Pas de traduction en français prévue à ce jour.

### SérieSally Lockhart
1. La Malédiction du rubis, Gallimard, 2003 ((en) The Ruby in the Smoke, 1985), trad. Jean Esch, 350 p.  (ISBN 2-07-053849-4)
2. Le Mystère de l'Étoile polaire, Gallimard, 2003 ((en) The Shadow in the North, 1986), trad. Jean Esch, 364 p.  (ISBN 2-07-053850-8)
3. La Vengeance du tigre, Gallimard, 2004 ((en) The Tiger in the Well, 1990), trad. Jean Esch, 630 p.  (ISBN 2-07-053851-6)
4. La Princesse de Razkavie, Gallimard, 2004 ((en) The Tin Princess, 1994), trad. Jean Esch, 411 p.  (ISBN 2-07-053852-4)

### Romans indépendants
- Le Comte Karlstein ((en) Count Karlstein, 1982)
- Le Papillon tatoué, Payot & Rivages, coll. « Rivages/Noir » no 548, 2005 ((en) The White Mercedes, 1992)Le roman a été réédité sous le titre The Butterfly Tattoo en 1998
- La Magie de Lila, Gallimard Jeunesse, 1999 ((en) The Firework-Maker's Daughter, 1995), trad. Henri Robillot, 141 p.  (ISBN 2-07-052623-2)
- La Mécanique du Diable, Flammarion, 2000 ((en) Clockwork or All Wound Up, 1996)
- J'étais un rat !, Gallimard, 1999 ((en) I was a Rat! or The Scarlet Slippers, 1999)
- L'Épouvantail et son valet, Gallimard Jeunesse, 2005 ((en) The Scarecrow and His Servant, 2004), trad. Philippe Giraudon, 256 p.  (ISBN 2-07-052294-6)
- Jésus le Bon et Christ le Vaurien ((en) The Good Man Jesus and the Scoundrel Christ, 2010)
- Contes de Grimm, Gallimard, 2014 ((en) Fairy Tales From The Brothers Grimm, 2012)

### Bande dessinée
Philip Pullman se lance en mai 2008 dans la bande dessinée, en écrivant le scénario d'une BD illustrée par John Aggs : John Blake. Cette BD paraît de façon épisodique dans les pages de The Guardian puis en volume :
- John Blake, Glénat, 2019 ((en) John Blake, 2017)